# Холмберт Фрідйонссон
Холмберт Фрідйонссон (ісл. Hólmbert Aron Friðjónsson, нар. 19 квітня 1993, Кеплавік) — ісландський футболіст, півзахисник клубу «Гольштайн» (Кіль). На умовах оренди виступає за норвезький клуб «Ліллестрем».

## Клубна кар'єра
У дорослому футболі дебютував 2010 року виступами за команду клубу ХК (Коупавогур), в якій провів один сезон, взявши участь у 29 матчах чемпіонату.
Згодом з 2011 по 2014 рік грав у складі команд клубів «Фрам» та «Селтік».
У 2014 році на правах оренди приєднався до «Брондбю».
До складу клубу «КР Рейк'явік» приєднався 2015 року. Відтоді встиг відіграти за рейк'явіцьку команду 19 матчів в національному чемпіонаті.

## Виступи за збірні
У 2009 році дебютував у складі юнацької збірної Ісландії, взяв участь у 10 іграх на юнацькому рівні, відзначившись 3 забитими голами.
З 2012 року залучався до складу молодіжної збірної Ісландії. На молодіжному рівні зіграв у 10 офіційних матчах, забив 5 голів.
У 2015 році дебютував в офіційних матчах у складі національної збірної Ісландії. Наразі провів у формі головної команди країни 6 матчів, забивши 2 голи.
| Дата      | Місто     | Господарі   | Результат | Гості    | Турнір                               | Голи | Примітки |
| --------- | --------- | ----------- | --------- | -------- | ------------------------------------ | ---- | -------- |
| 16-1-2015 | Орландо   | Канада      | 1 – 2     | Ісландія | товариський матч                     | -    | 46' 81'  |
| 19-1-2015 | Орландо   | Канада      | 1 – 1     | Ісландія | товариський матч                     | 1    |          |
| 5-9-2020  | Рейк'явік | Ісландія    | 0 – 1     | Англія   | Ліга націй УЄФА 2020-2021 - 1-й етап | -    | 90+1'    |
| 8-9-2020  | Брюссель  | Бельгія     | 5 – 1     | Ісландія | Ліга націй УЄФА 2020-2021 - 1-й етап | 1    | 70'      |
| 28-3-2021 | Єреван    | Вірменія    | 2 – 0     | Ісландія | Відбір до ЧС 2022                    | -    | 77'      |
| 31-3-2021 | Вадуц     | Ліхтенштейн | 1 – 4     | Ісландія | Відбір до ЧС 2022                    | -    | 63'      |
| Усього    |           | Матчів      | 6         |          | Голів                                | 2    |          |